# Newfoundland and Labrador New Democratic Party
Die Newfoundland and Labrador New Democratic Party (NDP) ist eine sozialdemokratische politische Partei in der kanadischen Provinz Neufundland und Labrador. Im Gegensatz zu den meisten anderen kanadischen Parteien ist sie ein integraler Bestandteil der Mutterpartei auf Bundesebene, der Neuen Demokratischen Partei. Dies bedeutet, dass Mitglieder der Provinzpartei automatisch auch der Bundespartei angehören, was im politischen System Kanadas üblicherweise nicht der Fall ist. Seit der Wahl am 25. März 2021 stellt die NDP 2 von 40 Abgeordneten in der Abgeordnetenhaus von Neufundland und Labrador.

## Geschichte
Gegründet wurde die Partei 1955 als Sektion der Co-operative Commonwealth Federation (CCF). Die Partei beschloss, nicht an der Provinzwahl 1959 teilzunehmen, um sich auf die Unterstützung eines Holzfällerstreiks zu konzentrieren. Von 1962 bis 1982 nahm die Partei an allen Provinzwahlen teil, erhielt jedoch in diesem Zeitraum nie mehr als acht Prozent der Stimmen.

### Peter Fenwick Jahre
Peter Fenwick trat 1981 die Nachfolge von Fonse Faour als Parteivorsitzender an. Bei einer Nachwahl im Jahr 1984 gewann Fenwick den Labrador-Wahlkreis Menihek und wurde damit der erste Neue Demokrat, der in der Provinz gewählt wurde. Bei den Provinzwahlen 1985 gewann die Partei den Rekordwert von 14,1 Prozent der Stimmen, und Peter Fenwick wurde wiedergewählt. 1986 gewann die Partei in einer Nachwahl im Wahlkreis St. John’s Ost einen zweiten Sitz. In diesem Jahr wurde der Parteivorsitzende Fenwick verhaftet, weil er einen illegalen Streik von Regierungsangestellten unterstützt hatte. Fenwick ging 1989 in den Ruhestand und wurde als Parteivorsitzender von Cle Newhook ersetzt. Bei der Landtagswahl 1989 erhielt die Partei nur 4,4 Prozent der Stimmen und verlor beide Sitze im Abgeordnetenhaus.

### Jack Harris Jahre
1990 gewann der Anwalt und ehemalige Abgeordnete im kanadischen Unterhaus Jack Harris in einer Nachwahl den Wahlkreis St. John’s Ost. 1992 trat Harris die Nachfolge von Newhook als Parteivorsitzender an. Harris führte die Partei in die Provinzwahl 1993. Bei der Wahl konnte die Partei ihre Stimmen im Vergleich zu 1989 fast verdoppeln; obwohl Harris der einzige Neue Demokrat blieb, der einen Sitz gewann. Bei der Provinzwahl 1996 erhielt die Partei nur 4,45 % der Stimmen, wobei Harris erneut der einzige gewählte Neue Demokrat war. Bei den Provinzwahlen 1999 wurde Harris wiedergewählt und die Partei gewann einen zweiten Wahlkreis, Labrador Westen. Bei der Wahl 2003 behielt die Partei beide Sitze, wobei die Stimmen leicht zurückgingen. Harris trat 2006 als Parteivorsitzender zurück.

### Lorraine Michael Jahre
Beim Parteitag 2006 besiegte die Aktivistin und ehemalige katholische Nonne Lorraine Michael mühelos die Autorin Nina Patey und wurde Parteivorsitzende. Bei der Provinzwahl 2007 war Michael der einzige Neue Demokrat, der gewählt wurde.
Bei der Provinzwahl 2011 führte Michael die Partei zum besten Ergebnis aller Zeiten. Die Partei erhielt 54.713 Stimmen; 24,6 % der Gesamtmenge. Dies führte dazu, dass die Partei fünf Wahlkreise gewann, darunter ihren ersten Sieg auf der Great Northern Peninsula. Die Partei blieb jedoch auf dem dritten Platz, die Liberal Party von Neufundland und Labrador belegte mit sechs Sitzen den zweiten Platz, obwohl sie 12.000 Stimmen weniger erhielt.
Im Jahr 2015 trat Michael als Parteivorsitzender zurück und verwies auf interne Machtkämpfe innerhalb der Partei.

### Seit 2015
Beim Parteitag 2015 gab es drei Kandidaten für den Parteivorsitz: der Vorsitzende der Fischergewerkschaft Earle McCurdy, der ehemalige Stadtrat von Labrador City Mike Goosney, und der Parteifunktionär Chris Bruce. McCurdy wurde mit 68 % der Stimmen zum Parteivorsitzenden gewählt.
Bei der Provinzwahl 2015 gewann die Partei zwei Wahlkreise, McCurdy wurde jedoch nicht in den Wahlkreis St. John’s Westen gewählt. Im September 2017 trat McCurdy als Parteivorsitzender zurück.
Beim Parteitag 2018 wurde der Abgeordnete des Abgeordnetenhause von Neufundland und Labrador, Gerry Rogers, zum Parteivorsitzenden gewählt und setzte sich gegen die Wirtschaftswissenschaftlerin Alison Coffin durch. Rogers war die erste offen LGBT-Person, die eine politische Partei in Neufundland und Labrador leitete. Am 12. Februar 2019 gab Rogers ihre Absicht bekannt, zurückzutreten, damit die Partei für die Provinzwahl 2019 einen neuen Vorsitzenden haben könne.
Alison Coffin, Wirtschaftsprofessorin an der Memorial University, wurde am 5. März 2019 Parteivorsitzende. Bei der Provinzwahl 2019 gewann die Partei drei Wahlkreise, wobei Coffin in St. John’s Ost gewählt wurde. Bei der Wahl 2021 gewann die Partei zwei Sitze und behielt die Wahlkreise Labrador Westen und St. John’s Mitte, während Coffin in St. John’s Ost verlor. Beim Parteitag 2021 stimmten Parteimitglieder gegen ihren Vorsitz.
Im Oktober 2021 wurde Jim Dinn, Abgeordneter des Abgeordnetenhauses von Neufundland und Labrador, zum Parteivorsitzenden gewählt. Bevor er Politiker wurde, war Dinn Präsident der Lehrergewerkschaft von Neufundland und Labrador. Am 7. März 2022 trat die Abgeordnete von der Wahlkreis Torngat Mountains, Lela Evans, aus der Progressive Conservative Party von Neufundland und Labrador aus, um die Partei beizutreten.

## Parteivorsitzende
- Ed Finn Jr. (1961–1963)
- Calvin Normore (1963–1966)
- Esau Thoms (1966–1970)
- John Connors (1970–1974)
- Gerry Panting (1974–1977)
- John Greene (1977–1980)
- Fonse Faour (1980–1981)
- Peter Fenwick (1981–1989)
- Cle Newhook (1989–1992)
- Jack Harris (1992–2006)
- Lorraine Michael (2006–2015)
- Earle McCurdy (2015–2017)
- Gerry Rogers (2018–2019)
- Alison Coffin (2019–2021)
- Jim Dinn (seit 2021)

## Wahlergebnisse
| Wahl | Sitze total | Kandi- daten | Gew. Sitze | Stimmen | Anteil  |
| ---- | ----------- | ------------ | ---------- | ------- | ------- |
| 2021 | 40          | 34           | 2          | 14.324  | 8,02 %  |
| 2019 | 40          | 14           | 3          | 13.432  | 6,30 %  |
| 2015 | 40          | 40           | 2          | 23.906  | 12,00 % |
| 2011 | 48          | 48           | 5          | 54.713  | 24,60 % |
| 2007 | 48          | 36           | 1          | 19.028  | 8,49 %  |
| 2003 | 48          | 34           | 2          | 19.048  | 6,86 %  |
| 1999 | 48          | 35           | 2          | 21.962  | 8,23 %  |
| 1996 | 48          | −            | 1          | 12.706  | 4,45 %  |
| 1993 | 52          | –            | 1          | 22.399  | 7,40 %  |
| 1989 | 52          | 36           | 0          | 12.929  | 4,40 %  |
| 1985 | 52          | –            | 1          | 39.954  | 14,40 % |
| 1982 | 52          | –            | 0          | 9.371   | 3,70 %  |
| 1979 | 52          | –            | 0          | 18.507  | 7,80 %  |
| 1975 | 51          | –            | 0          | 9.653   | 4,35 %  |
| 1972 | 42          | –            | 0          | 410     | 0,20 %  |
| 1971 | 42          | 17           | 0          | 3.718   | 1,58 %  |
| 1966 | 42          | –            | 0          | 2.725   | 1,80 %  |
| 1962 | 42          | –            | 0          | 4.479   | 3,60 %  |